# Бадан
Бадан (фр. Baden) насеље је и општина у северозападној Француској у региону Бретања, у департману Морбијан која припада префектури Ван.
По подацима из 2011. године у општини је живело 4199 становника, а густина насељености је износила 178,45 становника/km². Општина се простире на површини од 23,53 km². Налази се на средњој надморској висини од 25 метара (максималној 43 m, а минималној -1 m).

## Демографија
| 1962. | 1968. | 1975. | 1982. | 1990. | 1999. | 2011. |
| ----- | ----- | ----- | ----- | ----- | ----- | ----- |
| 1.819 | 1.844 | 1.957 | 2.369 | 2.844 | 3.360 | 4.199 |

График промене броја становника у току последњих година